# Sulayman ibn Abd-al-Màlik
Sulayman ibn Abd-al-Màlik (àrab: سليمان بن عبد الملك, Sulaymān ibn ʿAbd al-Malik) o, simplement, Sulayman (c. 674-717) fou califa omeia marwànida de Damasc (715-717). Era fill del califa Abd-al-Màlik ibn Marwan i de Wal·lada bint al-Abbàs.
La seva vida és força desconeguda en els primers tres decennis. Hauria nascut i viscut a Medina i s'hauria tralladat a Síria durant la segona guerra civil (680-692) amb altres membres de la branca marwànida. El 701 va dirigir la peregrinació a la Meca. El 704 va morir Abd-al-Aziz ibn Marwan, germà del califa regnant Abd-al-Màlik ibn Marwan (685-705) i hereu designat ja pel pare Marwan I, i el califa va designar llavors hereu als seus propis fills al-Walid I i successivament Sulayman.
El seu germà va pujar al tron el 705 i va a Sulayman nomenar governador del djund de Filistin on va traslladar la capital a Ramla. El 710 va donar asil a alguns membres de la família dels Muhallàbides que havien caigut en desgràcia, però havien pogut fugir de la presó, entre els quals Yazid ibn al-Muhal·lab (després governador de l'Iraq). Sembla que les relacions amb el seu germà no eren molt bones perquè aquest intentava imposar com a successor al seu propi fill Abd-al-Aziz i tenia el suport del general al-Hajjaj ibn Yússuf, l'enemic principal dels muhallàbides. Tot i els plans del seu germà, a la mort d'aquest el 24 de febrer del 715 Sulayman, tal com havia estat establert, va pujar al tron sense oposició coneguda. El nou califa va tenir residència principal a Jerusalem. Sota el seu govern es van conquerir el Gurgan i el Tabaristan.
El 716 va tornar a dirigir el pelegrinatge i el mateix any va anar a Dabik, al nord de Síria, que li va fer de quarter general en la campanya contra els romans d'Orient (716-718) que va dirigir per terra Màslama ibn Abd-al-Malik i per mar Umar ibn Hubayra al-Fazari. L'estiu del 717 es va iniciar el setge de Constantinoble (que va fracassar el 718). Va morir a Dabik el 24 de setembre del 717. El seu fill i hereu designat, Ayyub, havia mort poc abans que el seu pare i es diu que sota influència del conseller espiritual Radja ibn Haywa fou designat successor el seu besnebot Úmar ibn Abd-al-Aziz (Umar II), però sembla que era el successor natural per dret de senioritat, per legitimat i per tradició.